# Domokos (település)
Domokos (románul: Dămăcușeni) falu Romániában, Erdélyben, Máramaros megyében.

## Fekvése
Magyarlápostól négy kilométerrel keletre, a Szőcs-patak Láposba ömlésénél fekszik.

## Nevének eredete
Neve a Domokos személynévből való. Először 1325-ben Szőcstő-ként (Zuchtu – 'a Szőcs-patak torkolata') említették. Később 1393-ban mint Damunkusfalva, 1438-ban Damokosfalwa, 1733-ban Domokos, 1750-ben Domokoseny, 1767-ben Tolvaj-Domokos fordult elő. Utóbbi név arra a helyi eredetmagyarázó mondára utal, amely szerint a falut egy Ungur nevű, Kővárról szökött román tolvaj és kecskepásztor alapította volna, aki csak később cserélte el Domokos nevű magyar tolvajtársával Nemesbudafalváért (románul Ungureni).

## Története
Magyarlápossal együtt a középkor óta magyar nyelvsziget a történeti Erdély északi határán. A 14. században a Bánfiak birtokolták. 1553-ban Csicsóvár, később Szamosújvár uradalmához tartozott. Báthory Zsigmond 1584-ben felmentette lakóit a harmincad fizetése alól, terméketlen és szűk határa miatt. A 17. században több puskás, szabados és darabont lakta. Legnagyobb birtokosai 1820-ban Ujfalvi Sámuel, Toldi Zsigmond és Szamosújvár városa voltak. 1838-ban 31 adózó és hét nem adózó nemesi családját írták össze. Belső-Szolnok, 1876-tól Szolnok-Doboka vármegyéhez tartozott.
Férfilakossága 1848-ban nemzetőrséget hozott létre. A Moț Dâmbul vezette Kővár vidéki felkelők november végén megadásra szólították föl a domokosiakat, de azok a magyarláposiakkal együtt felkészültek az önvédelemre. November 8-án, miután a honvédcsapatok elvonultak a környékről, a rogoziak megtámadták a falut, melynek lakói Magyarláposra menekültek. A támadás hírére visszatérő honvédek kiűzték a rogoziakat az égő Domokosról, és felgyújtották Rogozt.
A 20. században a falu gazdaságilag specializálódott, zöldséget és gyümölcsöt termelt a magasabban fekvő román falvak szükségletére. Református magyarságát korábban települési endogámia jellemezte. 1990 óta jellemző folyamat, hogy az elköltöző fiataloktól a földeket alsószőcsiek és rogoziak vásárolják föl.
1850-ben 636 lakosából 604 volt magyar, 24 cigány és 8 román nemzetiségű; 604 református, 24 zsidó és 8 görögkatolikus vallású.
2002-ben 971 lakosából 863 volt magyar és 103 román nemzetiségű; 835 református, 192 ortodox és 28 római katolikus vallású.

## A domokosi nyelvjárás
A 20. század második harmadában az idősebbek által beszélt, mezőségi típusú nyelvjárás jellemzői: hangsúlytalan helyzetben általános a-zás, de az előző szótagbeli /á/ után köznyelvi /o/-t ejt (abrancs, lapass, cukar, paradicsam, de vászon, rátok, sáros, három); a köznyelvi /é/ helyén kiterjedt i-zés (mihes, pintek, bórbi, ebid, máskipp, őrisztik, aluggyik); hangsúlytalan helyzetben a köznyelvi /ö/ helyén általában /e/ áll, kivéve /l/ előtt (üszek, göder, könyereg, köszenem, de törölkező, göncölszekér, pőrgölt); a köznyelvi /ú/ és /ű/ hangsúlyos helyzetben általában hosszú, a szóvégen rövid; helyviszonyragok alakjai: túl/-tűl, -búl/-bűl, -rúl/-rűl; -núl/-nűl ('-éktól'); -rá (köznyelvi -ra: húsvitrá); versen (szorzóképzői funkcióval: három vessen 'háromszor'). A domokosi magyar nyelvben korábban is magas volt a román eredetű jövevényszavak aránya. Bár a faluban 1–8. osztályos magyar iskola működik, a fiatalabb nemzedékek magyar beszédében gyakoriak a román interferenciák.

## Látnivalók
- Faerkélyes, négy fiatornyos református templomát Debreczeni László tervei szerint építették a régebbi helyére, amely 1943-ban egy légitámadásban leégett.